# Kameňák 4
Kameňák 4 je volné pokračování série komedií Kameňák, Kameňák 2 a Kameňák 3. Režisér tohoto filmu nebyl Zdeněk Troška, jak tomu bylo v předchozích dílech, ale režisér Ján Novák. Film ovšem nijak „nezaostal“ za předchozími Kameňáky, kritika ho přijala stejně nepříznivě.
Televizní premiéra proběhla 1. listopadu 2014 ve 20.20 na Nově.

## Děj
Film pojednává o životě průměrného českého městečka. Život v Kameňákově se po deseti letech celkem změnil. Pepan se stal starostou a zřídil městskou policii, Vilma odjela za Julčou do Austrálie, Kohn zabil svoji tchyni…

## Obsazení
| Václav Vydra                            | starosta Pepan                       |
| Bohumil Klepl                           | tajemník Bohouš                      |
| Dana Morávková                          | učitelka Vlasta                      |
| Alice Bendová                           | Jarmila Cloumalová                   |
| Martin Dejdar                           | náčelník Franta Cloumal              |
| Hana Čížková                            | Sára Kohnová                         |
| Josef Laufer                            | Leo Kohn                             |
| Jiří Pomeje                             | kuchař Lojza                         |
| Vincent Navrátil                        | Vincek Cloumal                       |
| Jaroslav Blažek                         | Pepík                                |
| Lucie Šteflová                          | Jolana                               |
| Václav Glazar                           | děda Karel                           |
| Václav Upír Krejčí                      | majitel pohřebního ústavu            |
| Josef Carda                             | matikář                              |
| Ladislav Županič                        | ředitel Tylovy ZŠ                    |
| Jan Skopeček                            | tchán Pepy Nováka                    |
| Lubomír Lipský                          | děda Poláček                         |
| Jiří Krampol                            | Fousek                               |
| Marie Ludvíková                         | vrátná na úřadě                      |
| Zdeněk Srstka                           | farář                                |
| Milan Pitkin                            | notář                                |
| Eva Čížkovská                           | barmanka                             |
| Jan Adámek                              | Adam Beránek                         |
| Lucie Molnárová [dabing Ivana Korolová] | Kamilka Kohnová, asistentka starosty |
| Eva Zubíčková                           | Milada Kardnozkova                   |
| Marcus Tran                             | šéf Ču-lin                           |
| Tomáš Magnusek                          | učitel Magnusek                      |
| Pavel Pásek                             | mafián Džoržino                      |
| Antonín Chundela                        | Kameraman                            |
| Štěpánka Fingerhutová                   | Petra Cloumalová                     |
| Zuzana Slavíková                        | chemikářka                           |
| David Gránský                           | Spíďák                               |
| Jiří Maria Sieber                       | Drobeček                             |
| Michal Milbauer                         | vyhazovač                            |
| Martin Maxa                             | Martin Maxa                          |
| Pavel Novotný                           | bachař                               |
| Petr Vondráček                          | doktor                               |